# Willie Randolph
Willie Larry Randolph, né le 6 juillet 1954 à Holly Hill (Caroline du Sud) aux États-Unis, est un ancien joueur américain de baseball devenu entraîneur. Comme joueur, il opère en Ligue majeure de baseball de 1975 à 1992 et notamment chez les Yankees de New York de 1976 à 1988. Il honore six sélections au match des étoiles. Gagnant des Séries mondiales comme joueur des Yankees en 1977 et 1978, il ajoute quatre titres de champion du monde comme membre du personnel d'instructeurs de l'équipe après sa carrière de joueur.
Il occupe le poste de manager des Mets de New York de 2005 à 2008, menant le club à un titre de section.
Il est actuellement instructeur adjoint à Buck Showalter chez les Orioles de Baltimore.

## Carrière de manager
Willie Randolph dirige les Mets de New York de 2005 à 2008. Après une saison de 83 victoires et 79 défaites à la première année de l'ère Randolph, les Mets remportent en 2006 le championnat de la division Est de la Ligue nationale avec une saison de 97 victoires. Il s'agit du meilleur dossier des majeures, à égalité avec les Yankees. Les Mets s'approchent à une victoire d'un retour en Série mondiale, mais ils s'inclinent en sept parties de Série de championnat face aux éventuels champions, les Cardinals de Saint-Louis, qui avaient pourtant remporté 14 parties de moins en saison régulière.
Meneurs de leur division pendant une bonne partie de la saison 2007, les Mets s'effondrent en septembre et voient leur avance en tête fondre rapidement. Ils terminent avec 88 gains mais échappent le championnat au profit des Phillies de Philadelphie et sont incapables de se qualifier pour les séries éliminatoires.
Après 69 parties en 2008, New York a 34 victoires et 35 défaites. À la mi-juin, il est congédié en même temps que l'entraîneur des lanceurs Rick Peterson et l'instructeur au troisième but Tom Nieto. Jerry Manuel prend la relève comme manager des Mets.
Willie Randolph a dirigé les Mets pendant 555 parties, remportant 302 victoires contre 253 défaites, pour un pourcentage de victoires de ,544. Sous ses ordres, l'équipe a gagné six de ses 10 parties en match éliminatoires.

## Carrière d'instructeur
Avant d'aller diriger les Mets, Randolph est instructeur des Yankees de New York de 1994 à 2004. Instructeur au troisième but durant les dix premières années, il est en 2004 adjoint au manager Joe Torre. Pendant cette période, il mérite quatre bagues de champion de la Série mondiale.
En 2009 et 2010, il est instructeur adjoint chez les Brewers de Milwaukee, aux côtés du manager Ken Macha.
En novembre 2010, il accepte le poste d'instructeur adjoint à Buck Showalter chez les Orioles de Baltimore pour la saison 2011.

## Bilan de manager
| Équipe | Année  | Saison régulière | Saison régulière | Saison régulière | Saison régulière |  | Séries éliminatoires | Séries éliminatoires | Séries éliminatoires | Séries éliminatoires                                                     |
| Équipe | Année  | Vic.             | Déf.             | % Vic.           | Place            |  | Vic.                 | Déf.                 | % Vic.               | Résultats                                                                |
| NYM    | 2005   | 83               | 79               | 0,512            | 3e NL Est        |  | -                    | -                    | -                    |                                                                          |
| NYM    | 2006   | 97               | 65               | 0,598            | 1e NL Est        |  | 6                    | 4                    | 0,600                | Série de division V 3-0 (Dodgers) Série de championnat D 3-4 (Cardinals) |
| NYM    | 2007   | 88               | 74               | 0,543            | 2e NL Est        |  | -                    | -                    | -                    |                                                                          |
| NYM    | 2008   | 34               | 35               | 0,493            | -                |  | -                    | -                    | -                    |                                                                          |
| Totaux | Totaux | 302              | 253              | 0,544            |                  |  | 6                    | 4                    | 0,600                |                                                                          |